# هیراتا آتسوتانه
هیراتا آتسوتانه ((به ژاپنی: 平田 篤胤 Hirata Atsutane); ۶ اکتبر ۱۷۷۶ – ۲ نوامبر ۱۸۴۳) زبان‌شناس، فیلسوف، و متخصص الهیات اهل ژاپن بود.
در یک خانواده سامورایی رده پایین در استان آکیتا در منطقه توهوکو در شمال ژاپن متولد شد. وی در سال ۱۸۰۱ خود را شاگرد و مرید موتواوری نوریناگا (بنیانگذار جنبش کوکوگاکو) معرفی کرد. تفسیر دین شینتو یی که آتسوتانه و پیروانش به دست دادند به نام «شینتوی هیراتا» خوانده می‌شود.